# سیلن غول‌پیکر
سیلن غول‌پیکر (نام علمی: Silene undulata) نام یک گونه از تیره میخکیان است.